# Anthomyia longisetosa
Anthomyia longisetosa este o specie de muște din genul Anthomyia, familia Anthomyiidae, descrisă de Griffiths în anul 2001.
Este endemică în Oregon. Conform Catalogue of Life specia Anthomyia longisetosa nu are subspecii cunoscute.